# غلامعلى (آبجدان)
غلامعلى (بالفارسية: غلامعلی) هي منطقة سكنية تقع في إيران في قسم آبجدان الريفي. يقدر عدد سكانها بـ 32 نسمة .